# Хиллебранд, Фридхельм
Фридхельм Хиллебранд (нем. Friedhelm Hillebrand, род. 1940, Варштайн) — немецкий инженер, оказавший влияние на установление стандартов мобильной связи. Хиллебранд является одним из изобретателей SMS, поскольку он и француз Бернар Жильбер создали концепцию сервиса в 1984 году. Будучи председателем комитета по неголосовым службам стандарта Глобальной системы мобильной связи в 1985 году, он провёл эксперименты по определению длины текстовых сообщений и обнаружил, что 160 символов достаточно. Впоследствии это стало основой для ограничения в 140 символов, которое стало использоваться в Twitter.
Фридхельм родился в Варштайне в 1940 году и в детстве был радиолюбителем. Он получил степень магистра в области телекоммуникаций в 1968 году, затем начал свою карьеру в почтовой компании Германии Deutsche Bundespost, которая тогда также отвечала за телефоны. Окончив карьеру в этой сфере, он начал консультировать по вопросам патентов на технологии.